# Янки
Я́нки (англ. yankee или yank) — прозвище жителей Соединенных Штатов Америки. Значение зависит от контекста и может относиться к жителям Новой Англии, северо-востока США, северных штатов или из США в целом.
Термин получил распространение с XVIII века. В одном из наиболее ранних смыслов этого слова — прозвище американцев — уроженцев и жителей Новой Англии (северо-восточных штатов США). Во время Войны за независимость в Северной Америке 1775—1783 «янки» — прозвище, употреблявшееся английскими солдатами по отношению к восставшим колонистам. В южных штатах со времён Гражданской войны 1861—1865 — прозвище жителей северных штатов. За пределами США в настоящее время чаще употребляется как прозвище всех американцев — уроженцев США. Несмотря на множество значений, в которых может применяться это слово, в контексте оно всегда имеет отношение к жителям Соединённых Штатов.

## Начало распространения

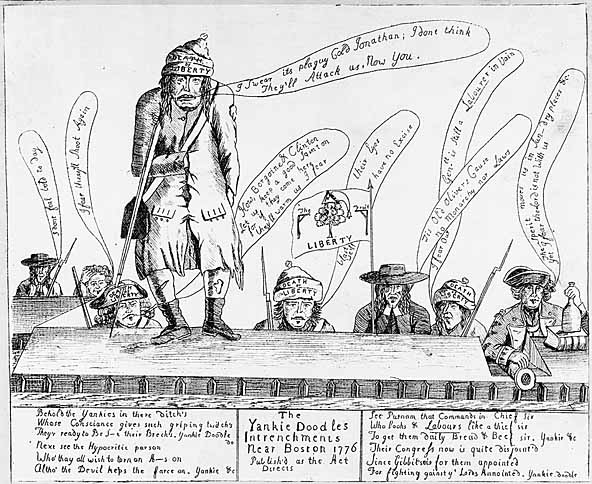
Карикатура из газеты лоялистов Бостона высмеивает ополчение «простаков Янки», окружившее британские войска в городе.

По поводу происхождения слова нет единого мнения. Известно, что в 1758 году британский генерал Джеймс Вульф употребил его по отношению к своим солдатам — уроженцам Новой Англии (в первоисточниках имеются сведения, что Джеймс Вульф ассоциировал его с мифологическим двуликим богом Янусом, и подразумевал двуличность, трусость и непредсказуемость солдат). С этого времени слово берёт своё условное начало, постепенно начиная распространяться именно в этом значении. Причём очевидно, что сначала это слово носило пренебрежительный, неуважительный оттенок и применялось преимущественно британцами, не коренными жителями колоний. Об этом можно судить по карикатуре, высмеивающей солдат — борцов за независимость США. Важную роль в распространении данного слова сыграла популярная песенка времён Войны за независимость «Yankee Doodle», которая теперь является официальной песней штата Коннектикут.

## Этимология

### Индейское происхождение
Оксфордский словарь английского языка указывает на одно из самых ранних происхождений этого слова от «eankke», применявшегося индейцами-чероки по отношению к колонистам Новой Англии, и обозначавшего их как трусливых людей (недоступная ссылка — история). Существует другая версия, что это слово происходит от «yinglees» (или «yingee») — прозвища, данного бледнолицым индейцами после войны короля Филиппа и происходившем, вероятно, от самоназвания колонистов — Anglais или English. Однако некоторые лингвисты не поддерживают версии индейского происхождения.

### Европейское происхождение
В том же словаре есть также версия о происхождении от сочетания слов Jan и Kees — распространённых именах среди голландских колонистов, населявших в XVII веке территорию от современного Нью-Йорка до Олбани. И тоже использовалось как неуважительное прозвище, применявшееся поначалу к голландским колонистам, а затем и к английским (сродни фрицам). Другая «голландская» версия была озвучена Мишелем Куиньоном, где это слово связывалось с голландской фамилией Janke (в английской транслитерации: «Yanke») и применялось по отношению к жителям тех мест, говоривших по-английски с характерным голландским акцентом, позднее вообще по отношению к носителям североамериканского говора. По другой версии Janke является уменьшительным производным от нижне-немецкого имени Jan, а вовсе не от фамилии.

## Применение
Первоначально слово применялось лоялистами и британскими солдатами по отношению к колонистам восставшей Новой Англии, преимущественно по отношению к революционным солдатам, и служило для противопоставления двух сторон в конфликте. В дальнейшем слово распространилось и на жителей других штатов и уже в Англо-американской войне (1812—1815 годы) применялось и к солдатам, сражавшимся на территории Огайо, не все из которых были выходцами из шести северных штатов. Однако прежде всего слово относилось к уроженцам Новой Англии, как к вполне конкретной этно-культурной группе (доминировавшей в том регионе), характеризовавшейся как общим диалектом (говором), так и общей религией и образом жизни.
Во время Гражданской Войны в США оно употреблялось южанами для обозначения противоборствующей стороны (по отношению уже ко всем северянам, прежде всего солдатам) и носило пренебрежительный оттенок. После войны по традиции слово применяли к уроженцам Новой Англии, однако южане иногда использовали его для противопоставления себя северянам, в особенности мигрантам из северных штатов. В начале XIX века, вплоть до Второй мировой войны, слово употреблялось жителями других англоязычных стран (Новой Зеландии, Канады, Австралии и других) для противопоставления себя американцам, но чаще в обрезанном варианте (Jank), хотя уже было распространено и в остальном мире. В настоящее время всё чаще это слово употребляется как насмешливо-ироническое прозвище для всех белых граждан США.
Также есть Нью-Йоркская бейсбольная команда «Нью-Йорк Янкис».